# Per Odensten
Per Odensten, né le 4 octobre 1938 à Karlskrona et mort le 10 juillet 2023, est un écrivain suédois.

## Biographie
Il obtient le prix Dobloug à deux reprises, en 2000 et 2022.

## Œuvres traduites en français
- Gheel, la ville des fous [« Gheel, de Galsnas Stad »], trad. de Régis Boyer, Saint-Nazaire, France, Éditions Arcane 17, 1996, 397 p.  (ISBN 2-903945-92-6)
- Une lampe à ténèbres [« En lampa som gör mörker »], trad. de Régis Boyer, Paris, Éditions Payot & Rivages, 2010, 552 p.  (ISBN 978-2-7436-2046-2)